# Camlough
Camlough (in gaelico irlandese Camloch) è un villaggio che si trova in Irlanda del Nord nella parte meridionale della contea di Armagh, conosciuta come South Armagh, considerata la roccaforte dell'IRA.